# Copa de Eslovenia de balonmano
La Copa de Eslovenia de balonmano es el torneo eliminatorio principal de balonmano de Eslovenia. Fue fundado en 1991, tras la independencia de Eslovenia.

## Palmarés
| Temporada | Ganadores       | Finalistas         | Resultado |
| --------- | --------------- | ------------------ | --------- |
| 1991–92   | Celje           | Bakovci            | 32–19     |
| 1992–93   | Celje           | Slovan             | 15–10     |
| 1993–94   | Celje           | Prevent            | 25–21     |
| 1994–95   | Celje           | Gorenje Velenje    | 31–20     |
| 1995–96   | Celje           | Slovan             | 27–22     |
| 1996–97   | Celje           | Gorenje Velenje    | 29–19     |
| 1997–98   | Celje           | Gorenje Velenje    | 25–21     |
| 1998–99   | Celje           | Prule 67           | 29–24     |
| 1999–2000 | Celje           | Prule 67           | 29–25     |
| 2000–01   | Celje           | Gorenje Velenje    | 29–23     |
| 2001–02   | Prule 67        | Celje              | 27–26     |
| 2002–03   | Gorenje Velenje | Prule 67           | 29–25     |
| 2003–04   | Celje           | Prevent            | 40–25     |
| 2004–05   | Gold Club       | Celje              | 40–37     |
| 2005–06   | Celje           | Gold Club          | 27–24     |
| 2006–07   | Celje           | Gorenje Velenje    | 28–26     |
| 2007–08   | Koper           | Gold Club          | 30–25     |
| 2008–09   | Koper           | Celje              | 24–19     |
| 2009–10   | Celje           | Maribor            | 35–33     |
| 2010–11   | Koper           | Gorenje Velenje    | 22–20     |
| 2011–12   | Celje           | Koper              | 26–21     |
| 2012–13   | Celje           | Gorenje Velenje    | 28–24     |
| 2013–14   | Celje           | SVIŠ               | 31–16     |
| 2014–15   | Celje           | Gorenje Velenje    | 34–29     |
| 2015–16   | Celje           | Koper 2013         | 38–25     |
| 2016–17   | Celje           | Maribor            | 36–28     |
| 2017–18   | Celje           | Krka               | 40–33     |
| 2018–19   | Gorenje Velenje | Krka               | 24-20     |
| 2019–20   | Cancelada       |                    |           |
| 2020–21   | No se disputó   |                    |           |
| 2021-22   | Gorenje Velenje | RD Loka 2012       | 34-31     |
| 2022-23   | RK Celje        | RK Jeruzalem Ormož | 35-24     |

## Palmarés por equipo
| Club            | Títulos | Victorias |
| --------------- | ------- | --- |
| Celje           | 22      | 1992, 1993, 1994, 1995, 1996, 1997, 1998, 1999, 2000, 2001, 2004, 2006, 2007, 2010, 2012, 2013, 2014, 2015, 2016, 2017, 2018, 2023 |
| Koper           | 3       | 2008, 2009, 2011 |
| Gorenje Velenje | 3       | 2003, 2019, 2022 |
| Gold Club       | 1       | 2005 |
| Prule 67        | 1       | 2002 |